# Leptonema lacuniferum
Leptonema lacuniferum är en nattsländeart som beskrevs av Oliver S. Flint Jr. 1978. Leptonema lacuniferum ingår i släktet Leptonema och familjen ryssjenattsländor. Inga underarter finns listade i Catalogue of Life.